# تپه خداشکر یری
تپه خداشکر یری مربوط به عصر آهن ۳ - دوره اشکانیان - دوره ساسانیان است و در شهرستان گرمی، بخش مرکزی، دهستان پائین برزند، روستای حاج احمد کندی واقع شده و این اثر در تاریخ ۲۷ اسفند ۱۳۸۶ با شمارهٔ ثبت ۲۲۶۲۱ به‌عنوان یکی از آثار ملی ایران به ثبت رسیده است.